# Kostel svatého Vavřince (Vyskytná nad Jihlavou)
Kostel svatého Vavřince je farní kostel v římskokatolické farnosti Vyskytná nad Jihlavou, nachází se na hřbitově na nevysokém návrší v centru obce Vyskytná nad Jihlavou. Kostel je gotickou podélnou jednolodní orientovanou stavbou s odsazeným kněžištěm, kostel je pokryt mansardovou střechou. Kostel je chráněn jako kulturní památka České republiky.

## Historie
Původně snad to byl opevněný kostel, jak napovídá ohrazení hřbitova kamennou zdí pevnostního charakteru se šindelovou stříškou. První písemná zmínka o kostele pochází z roku 1352. Postaven byl v gotickém slohu, dodnes se dochoval gotický portál do sakristie a gotická žebrová klenba s triumfálním obloukem nad presbytářem. Ve své původní podobě byl kostel jednolodní stavbou s půlkruhovou apsidou na východní straně, na západní straně pak stával obdélný objekt, jehož účel nelze určit. Do chrámu se vstupovalo z jihu, původní vstup byl na místě dnešní věže. Kostel vyhořel v průběhu 15. století a pravděpodobně ve 2. polovině 15. století nebo v 1. polovině století následujícího byl opravován. Na přelomu 15. a 16. století byla pravděpodobně postavena dnešní věž, dochovaly se na ní barokní i renesanční vrstvy omítky. Barokně byl přestavěn v roce 1709, upraveny byly fasády kostela a krov, interiér lodi i presbytáře byl vybaven podlahou z dlaždic a kamenů. V lodi kostela byl vytvořen vstup do dvoudílné podzemní hrobky s válenou kamennou klenbou, v níž bylo nalezeno několik dřevěných rakví. V roce 1948 byly provedeny další (většinou opravné) práce, byl také zazděn výklenek na jižní straně presbytáře. V letech 2005 - 2007 probíhal v kostele záchranný archeologický výzkum. Před vchodem na hřbitov obklopující kostel stávaly dvě lípy (dnes pokácené).